# Szent István-székesegyház (Székesfehérvár)
A székesfehérvári Szent István-székesegyház (gyakran székesfehérvári bazilika, Szent István-bazilika, Szent István király-plébániatemplom, belvárosi plébániatemplom) a Székesfehérvári egyházmegye főtemploma, a belváros egyik legjelentősebb műemléke, Magyarország egyik jelentős katedrálisa. IV. Béla 1235-ös koronázása révén egyike a Magyar Királyság koronázótemplomainak.
A gazdag barokk, néhol gótikus és klasszicista elemeket viselő bazilika előtt valaha bizánci stílusú, négykaréjos templom állt, mely Jan Długosz szerint Géza fejedelem nyughelyeként szolgált. Ez a templom a források szerint IV. Béla 1235-ös koronázásának helyszínéül szolgált. A négykaréjos templom keleti karéját a XIV. században elbontották és egy új, gótikus szentéllyel bővítették. Valószínűleg a XV. század elején teljesen elbontva a négykaréjos templomot, háromhajós templomot építettek a gótikus szentélyhez, melynek két oldalán megépítették (a később barokk köntösbe rejtett) ma is álló tornyokat. Az oszmán korban mecsetként működött, mai formáját 1743 és 1771 között érte el. Átépítését a Fehérvárott 1777-ben püspökséget alapító Mária Terézia királynő támogatta. Ennek során a tornyok kivételével lebontották az egész templomot és azokhoz kelet felé új, barokk templom és szentély készült. A templom 1938 óta XI. Piusz pápa privilégiuma által bazilika ranggal bír. Északnyugati tornyában toronyóra-múzeum található, melyben a templom több száz éves óraszerkezetei tekinthetők meg.

## Története
A bazilika területe ősi templomos hely: a Székesfehérvárt alapító Géza nagyfejedelem (ur. 972-997) a feltételezések szerint a mai székesegyház helyén építtette fel fejedelmi házát és templomát. Ám a feltárások Géza idejéből származó sírt nem találtak az egykori templom területén. Ezt a négykaréjos, centrális, bizánci stílusú templomocskát azonosítjuk Szent Péter templommal.

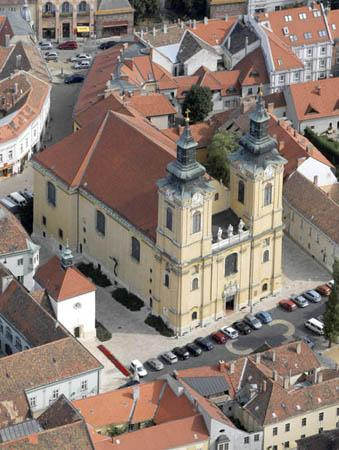
Az épület előtt látható Géza templomának alaprajza

IV. Béla királyt ismeretlen okból, a szokástól eltérően nem István bazilikájában, a város főtemplomában, hanem a Szent Péter templomában koronázták meg.
A Szent Péter templomot megkülönböztetett tisztelettel övezték: a Fehérvárott megkoronázott király itt kezdte meg működését az első királyi rendelkezések meghozatalával. A már akkor is katedrálisi ranggal bíró templom román-kori bővítéséről keveset tudunk, a gótika a tornyokon látható ablaktöredékekben hagyta vissza nyomát.
A katedrálist a török hódoltság alatt dzsámiként használták, mint ahogyan muzulmán imaházzá lett a szomszédságban álló, a város egyetlen épségben megmaradt gótikus emléke, a Szent Anna-kápolna is.
A hódoltság utáni időben a bazilika a jezsuiták kezelésében volt. Az ő buzdításukra fogott a városi tanács 1702-ben, a hívek támogatásával a templom átépítéséhez. Azonban egyelőre csak a két torony és a közöttük lévő, Szent István, Szent Imre és Szent László szobraival díszített homlokzat készült el, a régi szentély helyén, részben a régi falak beépítésével  illetve a szentély anyagának felhasználásával, részben a várfalak köveiből, amelyek lerombolását I. Lipót király ebben az évben rendelte el. A templom építését a mostoha kereseti viszonyok késleltették. 1740. december 20-án a két új torony is, különösen az északi, egy rettenetes éjjeli vihar következtében jelentősen megrongálódott, a félig rom állapotban lévő templom teteje pedig egészen lesodródott. A részben ledőlt északi tornyot 1742-ben, a kevésbé megviselt délit pedig 1745-ben helyreállíttatta a város. Így még szembeszökőbb volt az ellentét a díszes front és a roskadozó templom között, anyagiak híján azonban még kb. 12 évig ebben folytak a plébániai istentiszteletek. Végre Buffler jezsuita atyának 1758. március 24-25-én mondott megrázó beszédeivel sikerült a híveket meggyőzni. Az egész város összefogott, és 10 év alatt (1758–1768) a szanaszét heverő romokból, a várfalak, a Nagyboldogasszony-bazilika, a régi kolostorok és templomok köveiből megépítették az új plébániatemplomot. A tornyokat Paul Hatzinger építette újjá. A bazilika barokk stílusban történő átépítését Martin Grabner vezette. Mária Terézia királynő is támogatta a munkálatokat.
Amikor 1777-ben Mária Terézia megalapította a székesfehérvári püspökséget, a templom székesegyházi rangra emelkedett. A királynő a Raguzából visszahozott Szent István-fejereklye őrzését bízta a templomra.
A tornyokat a 19. század elején magasabbra emelték (az északit 1807-ben, a délit 1815-ben), 1866-ban pedig Limbek János apát és székesegyházi őrkanonok és Farkas Imre püspök hagyatékából, s a káptalan áldozatkészségből a templom belsejét renoválták (a szentély szintjét felemelték, az ablakokat és a padlózatot megújították, a freskókat, az oltárok képeit és az aranyozásokat áttisztították, a falakat stukkó-márvánnyal borították, Szent István-kápolnájába (a keresztelőkápolnába) új oltárt állítottak). A templom külsejét többször is restaurálták.
Az 1935 és 1938 között végzett restaurálások a középkori részleteket is bemutatták.
Felszentelései Koller Ignác és Simor János által történtek 1768-ban, illetve 1866-ban.
A székesegyház 1938-ban XI. Piusz pápától basilica minor rangot kapott.
A második világháborúban súlyos károk érték a katedrálist, freskói is megsérültek. Az ötvenes években kezdődött meg újjáépítése.
1983-ban leszakadt a déli torony párkánya. Ekkor elkészítették a mindenre kiterjedő felújítás költségbecslését, kellő anyagiak hiányában csak állagvédelmi munkákra kerülhetett sor, de felújították a főhomlokzat szobrait, és megjavították a toronyórát, valamint kicserélték a toronysisakok rézlemezes fedését.
2014 júniusában szakaszosan leomlott az épület homlokzata. Az omlást a tetőszerkezet rogyása okozta. Az épület megmentése érdekében az egyházmegye saját forrásból, valamint a város és a kormány támogatásával 2015-ben megkezdte a teljes körű felújítási munkálatokat.
Ha a tetőszerkezet hibáját nem vették volna észre, a bazilika mennyezete valószínűleg összeomlott volna.

## Leírása
A szabadon álló, keletelt templom főhomlokzatát a két hatalmas torony uralja, amelyek lábazatát a főpárkányig felnyúlóan két – két falpillér tagolja. A tornyok között, ugyancsak magasra nyúló falpillérek között nyílik a mozgalmasan kialakított kosárív végződésű kapuzat, szemöldökpárkánya fölött íves záródású mezőben a város rokokó stílusú címerével, koronázó párkányán rokokó kővázákkal. A tornyok között teraszt alakítottak ki, amelyet fonatos kőrács zár le, és három posztamensen Szent István, Szent László és Szent Imre szobra áll, Huber János Pál művei, 1768-ból. A terasz mögött a templomhajó végfalát íves oromzat zárja le.
Az oldalhomlokzatokon faltükrök között helyezkednek el a szimmetrikus nyílások. Szembeötlő a hatalmas, hegedűablakra emlékeztető ablak az északi és a déli homlokzaton. A templom déli homlokzata körül kialakított terecskén áll a városalapító Géza nagyfejedelem szobra (Meszlényi János műve), az északi homlokzaton pedig az 1956-os forradalom és szabadságharc emlékezetére állított modern vonalú fa-feszület, és emléktábla. A szentély mögött, a térről nyílik bejárat az altemplomba.
A székesegyház karzata alatt az északi oldalon a Szűz Mária-kápolnát, vele szemben a Szent István-kápolnát képezték ki. Ennek hátfalán, fülkében a Szent István fej-ereklyetartójának Szász Gyula által készített márvány másolatát helyezték el. A kápolnát 1779. augusztus 19-én szentelték fel, itt mutatták be a hermát. Oltárán szép vörösmárvány tabernákulum áll. A Szűz Máriáról nevezett kápolnában vörösmárvány keresztelőkút található.
A szentélyt félgömbkupola fedi, oldalait sekrestyékkel, azok fölött nyitott oratóriumokkal. A szentély ékessége a Franz Anton Hillebrandt császári főépítész által tervezett főoltár, amelyet Mária Terézia megbízásából 1775-ben alkotott. A főoltár képét Vinzenz Fischer festette (1775), a térdeplő Szent Istvánt ábrázolja, amint felajánlja az ország koronáját Szűz Máriának. A főoltár menzája Schultz Pál asztalos munkája 1772-ből. A tabernákulumot adoráló angyalok fogják közre. A szentélyt a hajótól finom faragású vörösmárvány áldoztató korlát választja el, Georg Johann Mes tatai kőfaragó alkotta.

### Az altemplom
Az altemplomban nyugszik a székesfehérvári püspökök többsége. Továbbá nevezetessége III. Béla király és felesége, Châtillon Anna királyné (egyes feltételezések szerint Könyves Kálmán és Felícia királyné) márványkoporsói, melyeket 1848-ban tárt fel Dr. Érdy János régész. A lelet jelentősége, hogy az Árpád-házi királyok közül egyedül ezek maradtak fenn számunkra bolygatatlanul, és a márványkoporsó fenéklapja a testek bomlása során kialakult vegyhatások következtében megőrizte az elhunytak körvonalait. A király és a királyné második végső nyugalmat Ferenc József király kezdeményezésére a budai Mátyás-templom altemplomában lelt 1898. október 21-én. A királyi pár földi maradványainak Budapestre szállítását sokan elítélik, mivel ez ellenkezik végakaratukkal, miszerint Fehérvárott kell nyugodniuk. A város tervei szerint lehetséges lenne a királyi pár fehérvári újratemetése.

## Harangok
A bazilika tornyaiban három harang lakik.

### Az északi (bal oldali) toronyban
- III. Béla király-harang: 900 kg-os f' hangú és 119 cm alsó átmérőjű. 1855-ben készült Glóger Sándor műhelyében Veszprémben egy 12. századi székesfehérvári harang maradványaiból. Erről tanúskodik latin nyelvű felirata: "MCXCV Vivere Bela dedit MDXLVSed sum per Bella sepulta MDCCXXV Eruta sub Carolo MDCCCXXXI Cholera orassante refuse MDCCCLV Post nova fata iterum Francisco rege revixi Refudit Alexander Gloger Wesprimiensis 1855", melynek jelentése: "1195: Béla király életre keltette; 1545: a háborúkban eltemettetett; 1725-ben III. Károly alatt elpusztult; 1831: a kolerajárvány idején újraöntetett; 1855: ismételt végzetét követően Ferenc király alatt új életet adtak neki". Ez a harang a bazilika legidősebb harangja és Glóger Sándor legnagyobb munkája. Délben, este és szentmisékre harangozik, ezen kívül az egész órákat üti.
- Szent Imre-harang: kb. 250 kg-os, 82,5 cm alsó átmérőjű, c'' hangú. 1925-ben készült Walser Ferencnél Budapesten. Egész nap a negyedórákat jelzi, esténként lélekharangként szól.

### A déli (jobb oldali) toronyban
Itt egy harang lakik: a Prohászka-nagyharang, mely 2533 kg-os, 169 cm az alsó átmérője és b° hangú. 1927-ben készült Ifj. Walser Ferenc műhelyében Budapesten. Prohászka Ottokár volt megyés püspök emlékére szentelték, aki váratlanul halt meg 1927 április 2.-án, és már november 1.-jén szólt is az új harang, amelyről a Hírlap is beszámolt. Eredetileg a Prohászka-templomban tervezték elhelyezni, de az ottani harangtorony végül nem épült meg, így a harang a székesegyház tornyába került. A harang felirata: "Boldog emlékű dr. Prohászka Ottokár székesfehérvári megyés püspök emlékére és Szent István király tiszteletére öntette a Székesfehérvári belvárosi egyházközség, az oltárkegyelet, a ker. nők s kongregációk közreműködésével az Úrnak 1927. évében. Öntötte Walser Ferencz Budapest". Ez Ifj. Walser Ferenc legnagyobb öntvénye, illetve a Székesfehérvári egyházmegye legnagyobb harangja. Csak egyházi ünnepeken és püspöki szentmiséken hallani.

## A hősi emlékmű
A katedrális szentélyének hátfalán, az altemplom bejáratánál építették fel az I. világháborús hősök emlékművét. Pásztor János szobrászművész és Hikisch Rezső építész 1927-ben kapott megbízást Székesfehérvártól az alkotás elkészítésére, miután a pályázatokat elbíráló bizottság közös művüket tartotta kivitelezésre érdemesnek. A kompozíciót 1929 áprilisában vették át a művészektől, és még azon év nyarán fel is avatták. Ezt követően évente május első vasárnapján istentisztelet és ünnepség keretében emlékeztek meg a hősökről. A bazilika mögötti teret ma Hősök terének hívják.

## Galéria

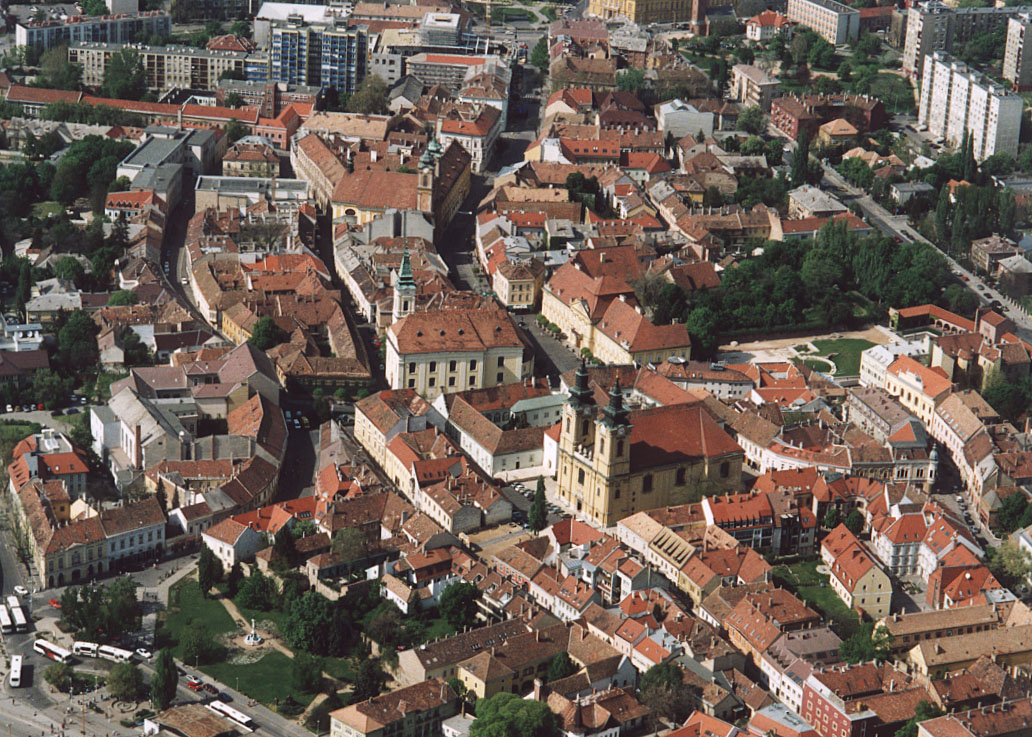
A székesegyház az óváros közepén található
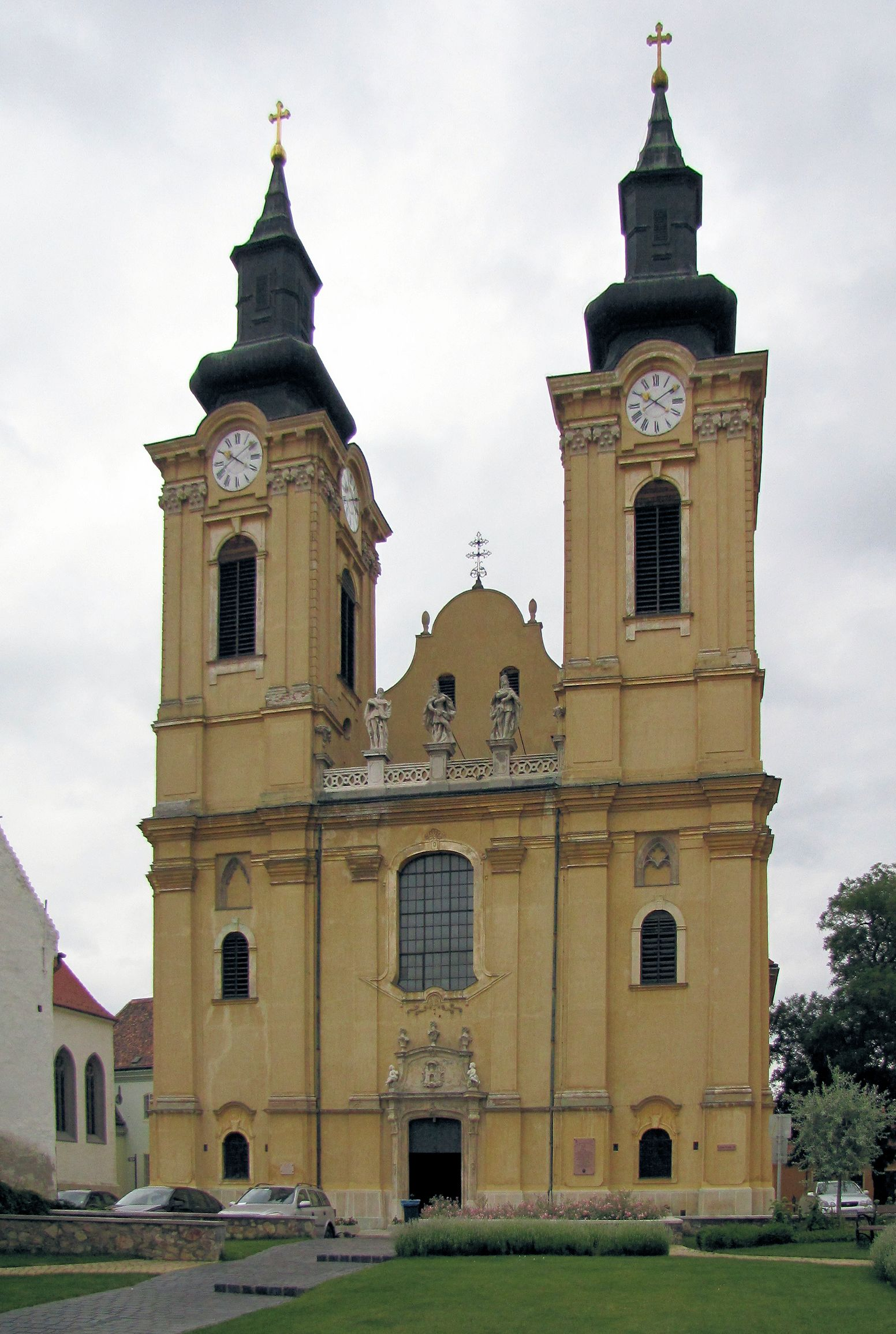
Főhomlokzat a felújítás előtt
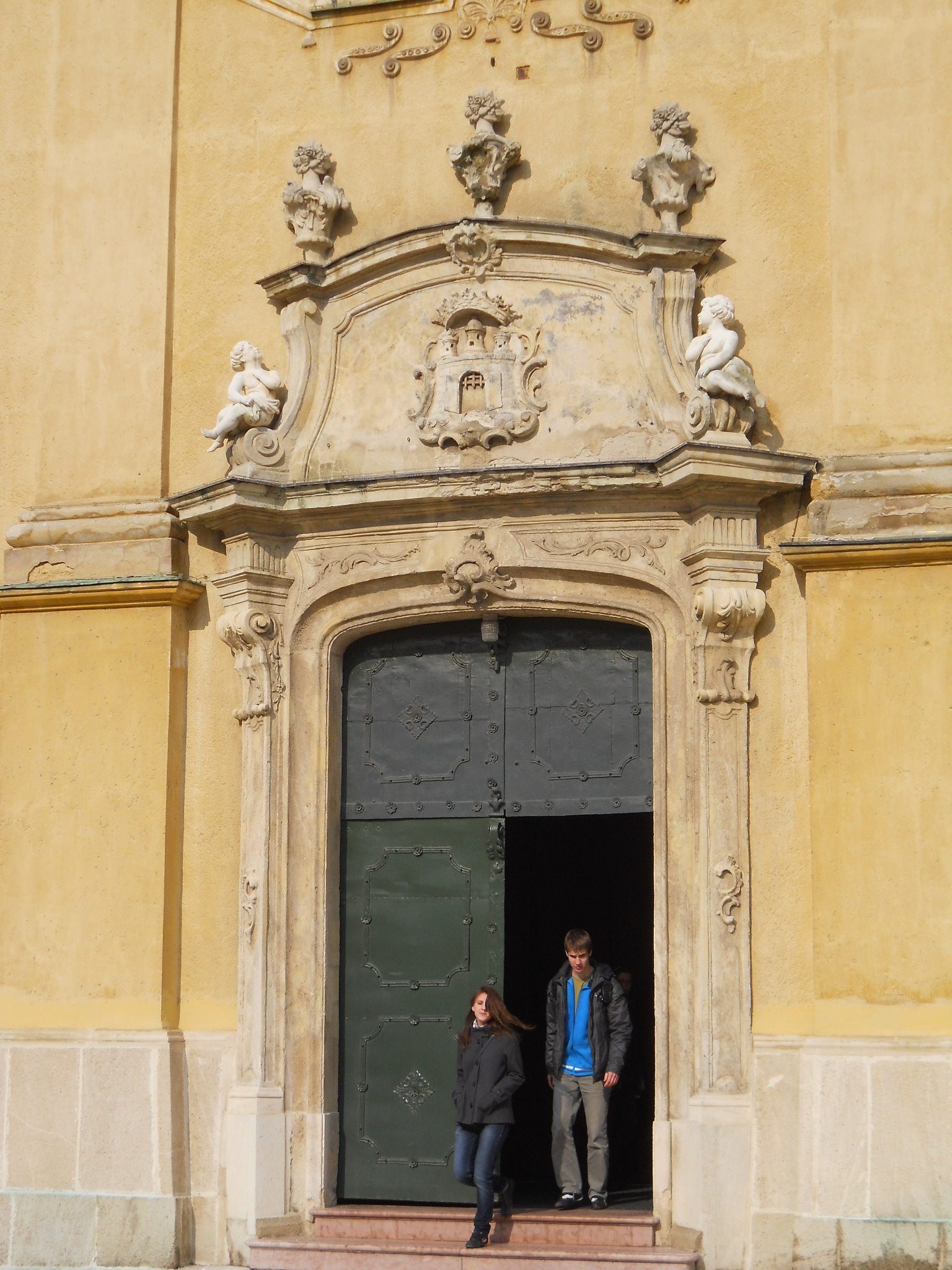
Főkapu a felújítás előtt
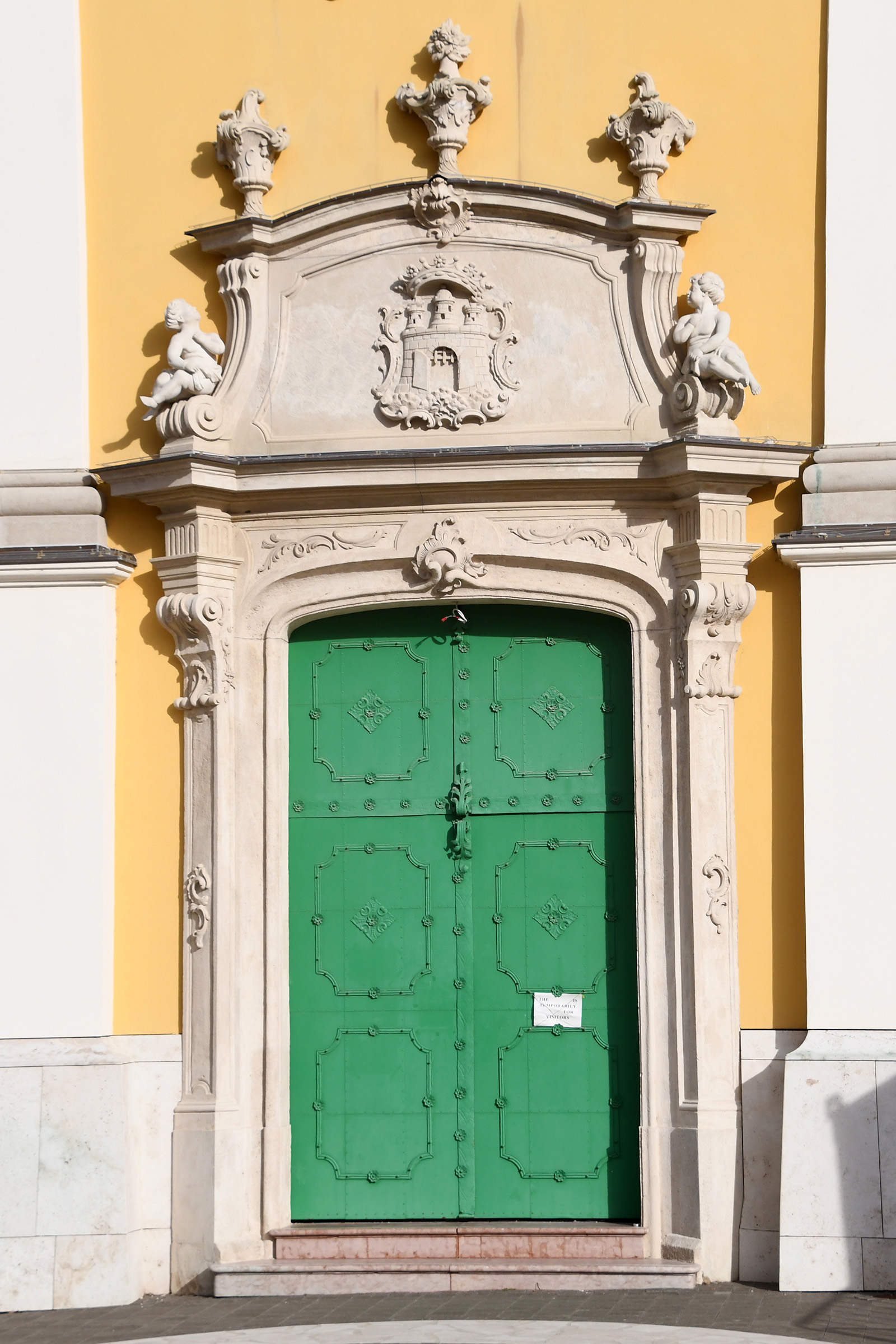
Főkapu a felújítás után
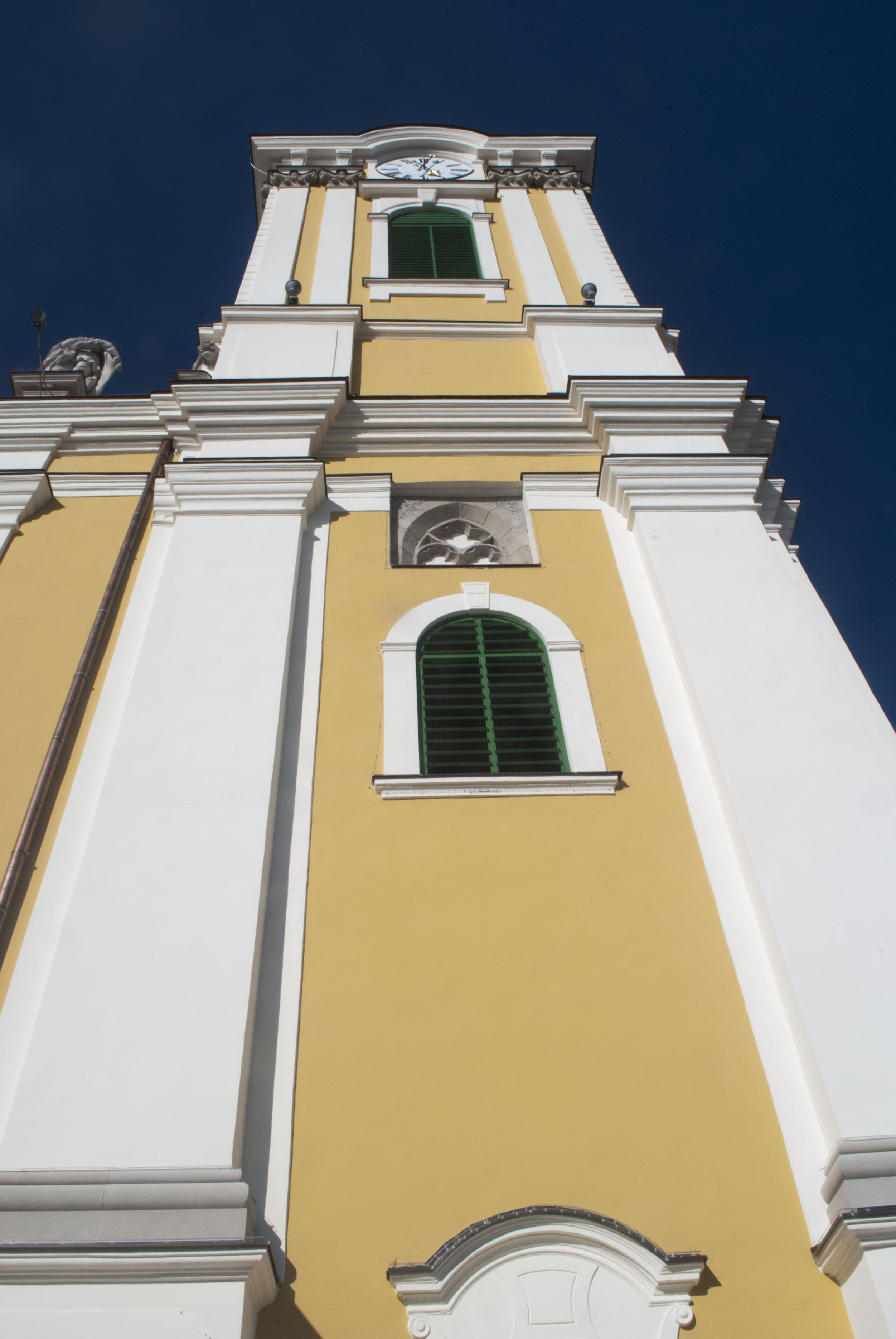
Északnyugati torony
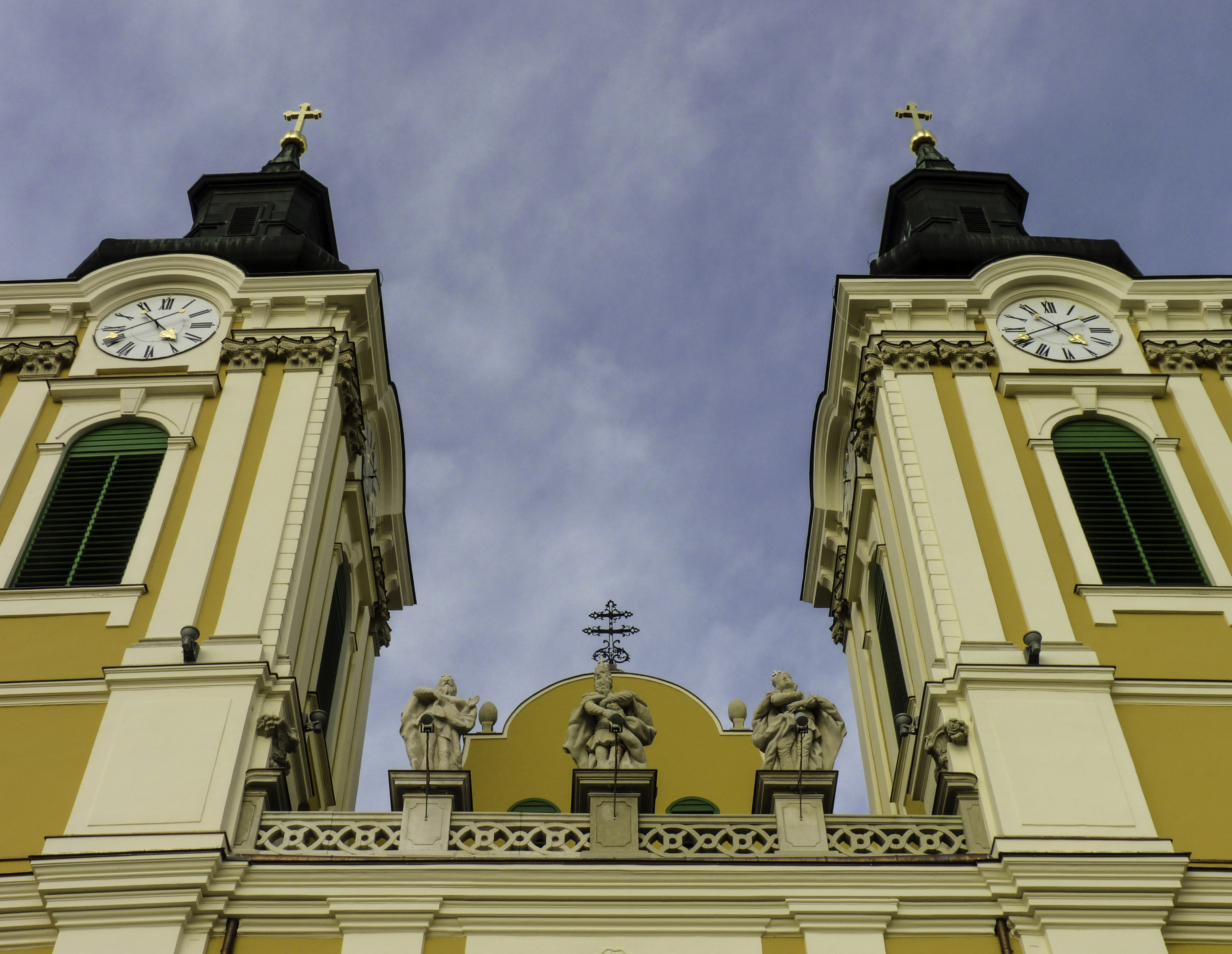
A három szentszobor és a tornyok
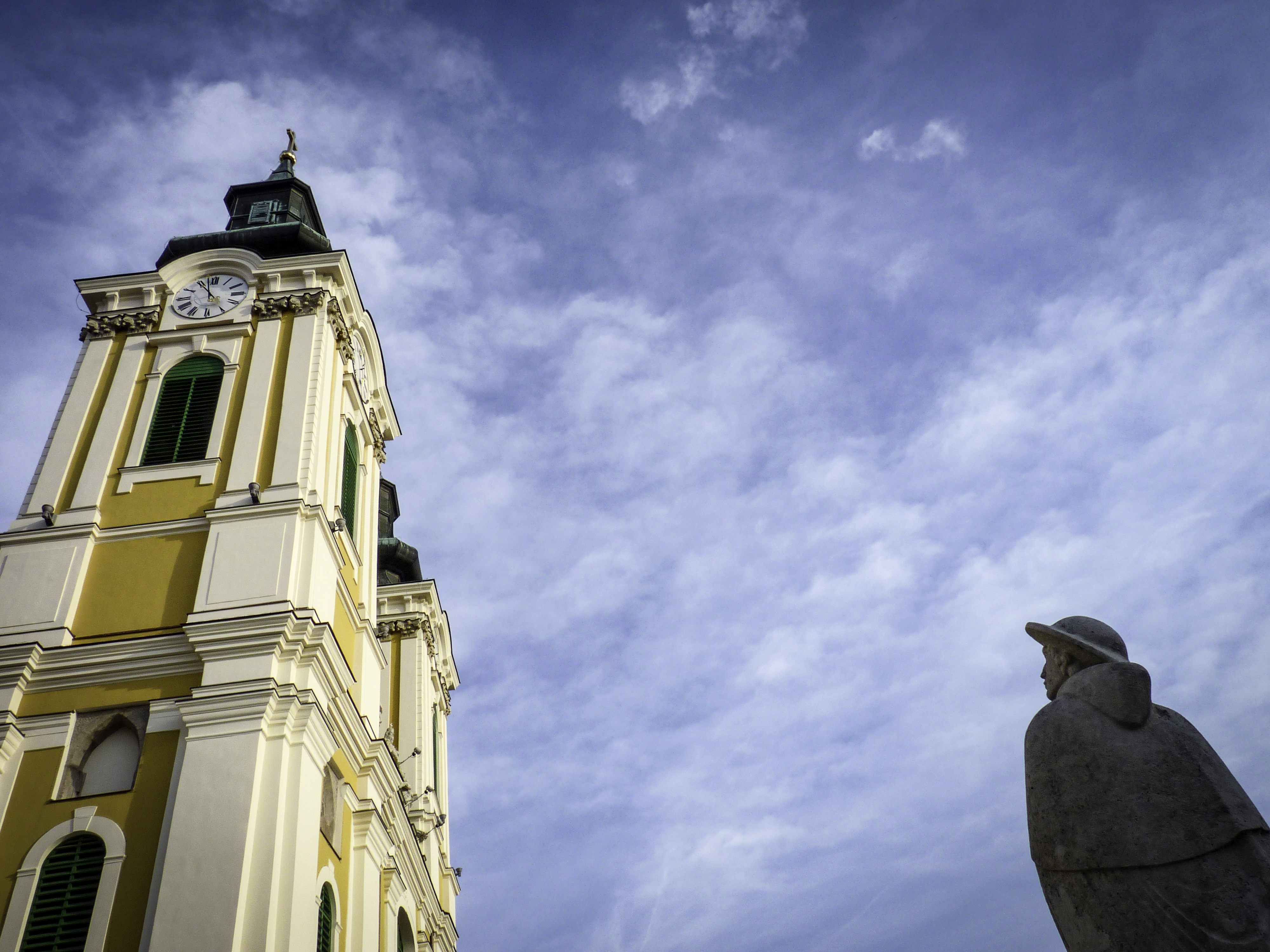
Kálmáncsai prépost szobra és a bazilika
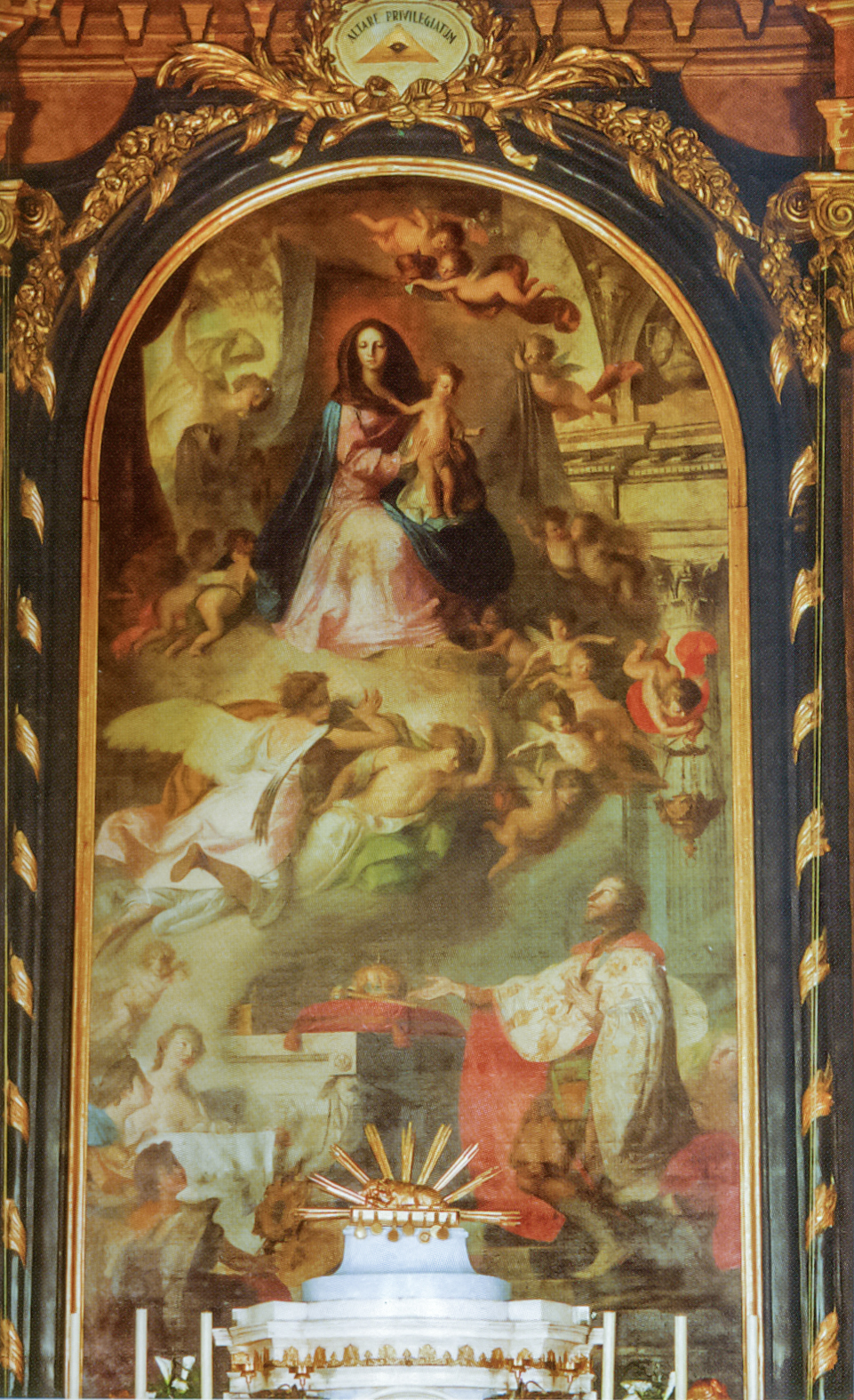
A bazilika főoltárképe
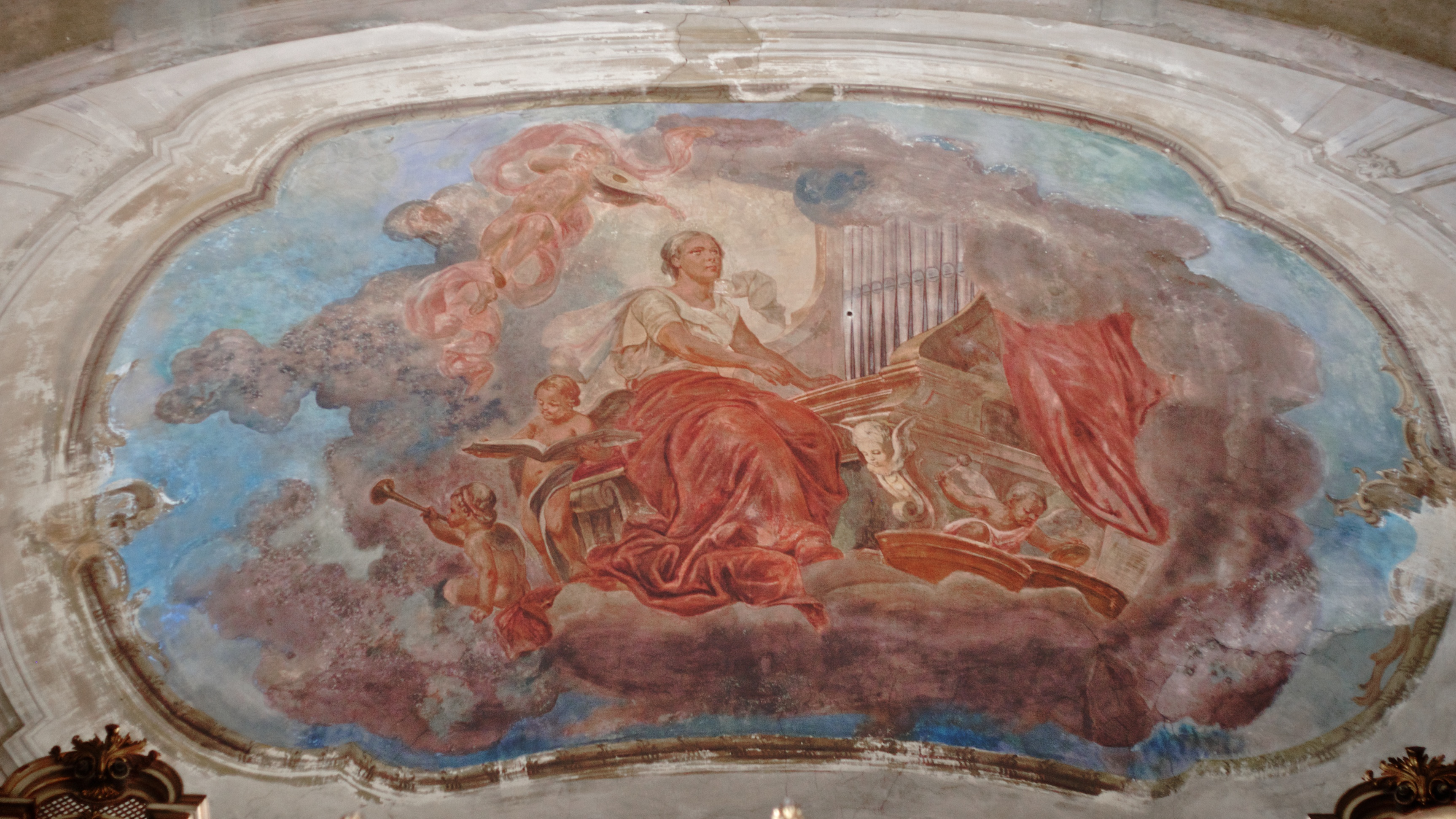
Freskó az előtérben
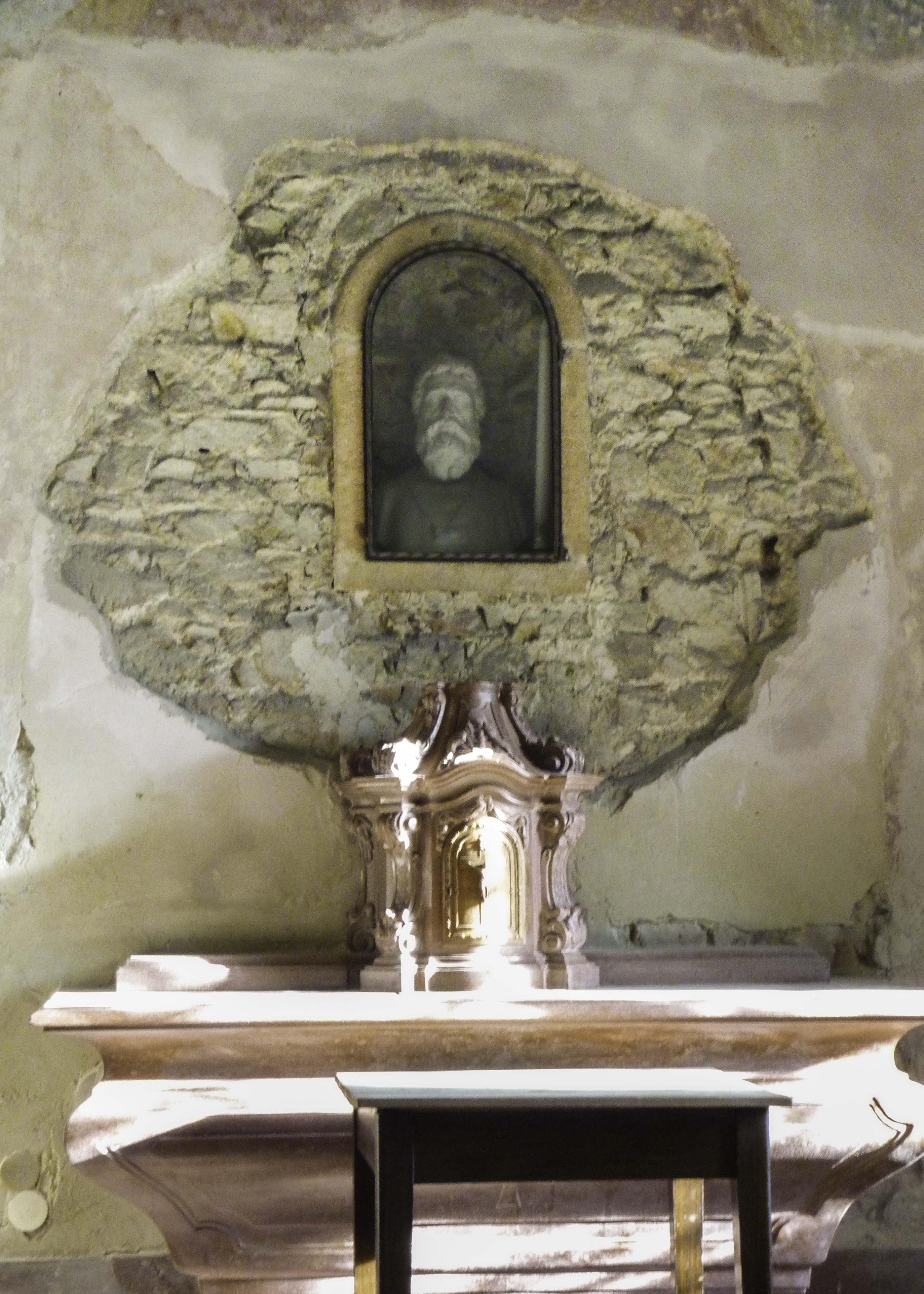
A Szent István-kápolna
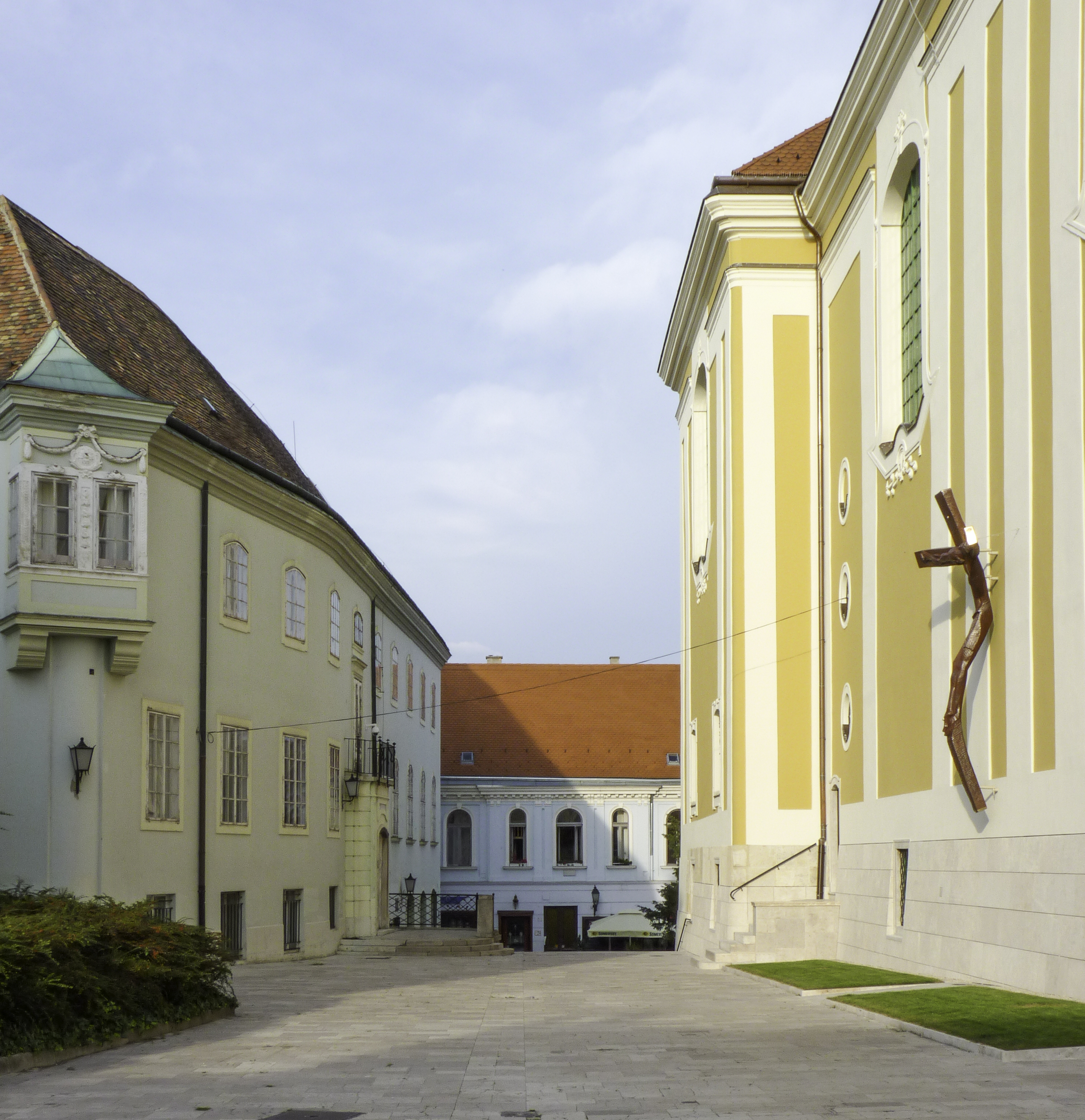
Az északnyugati oldal
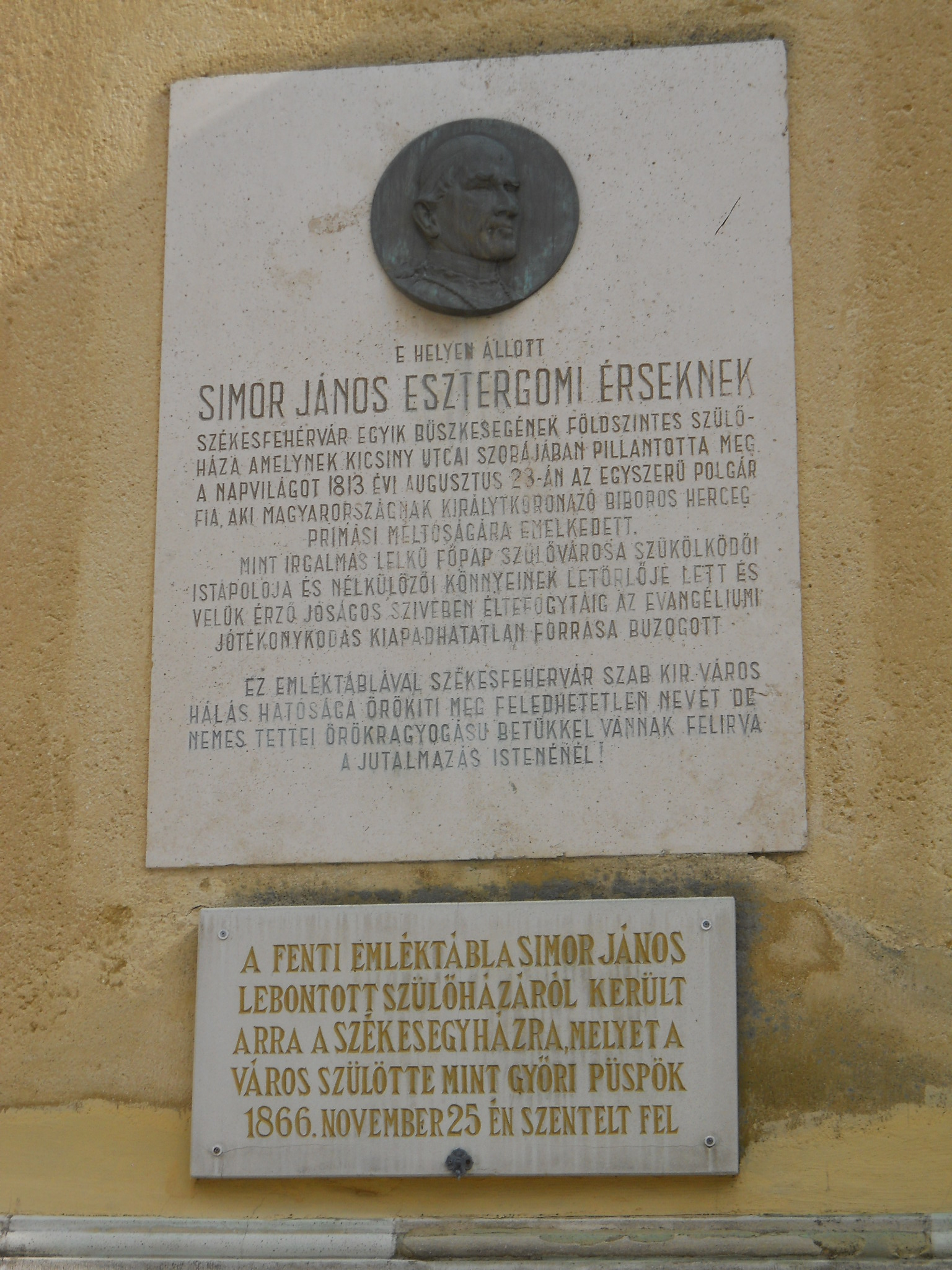
Emléktáblák
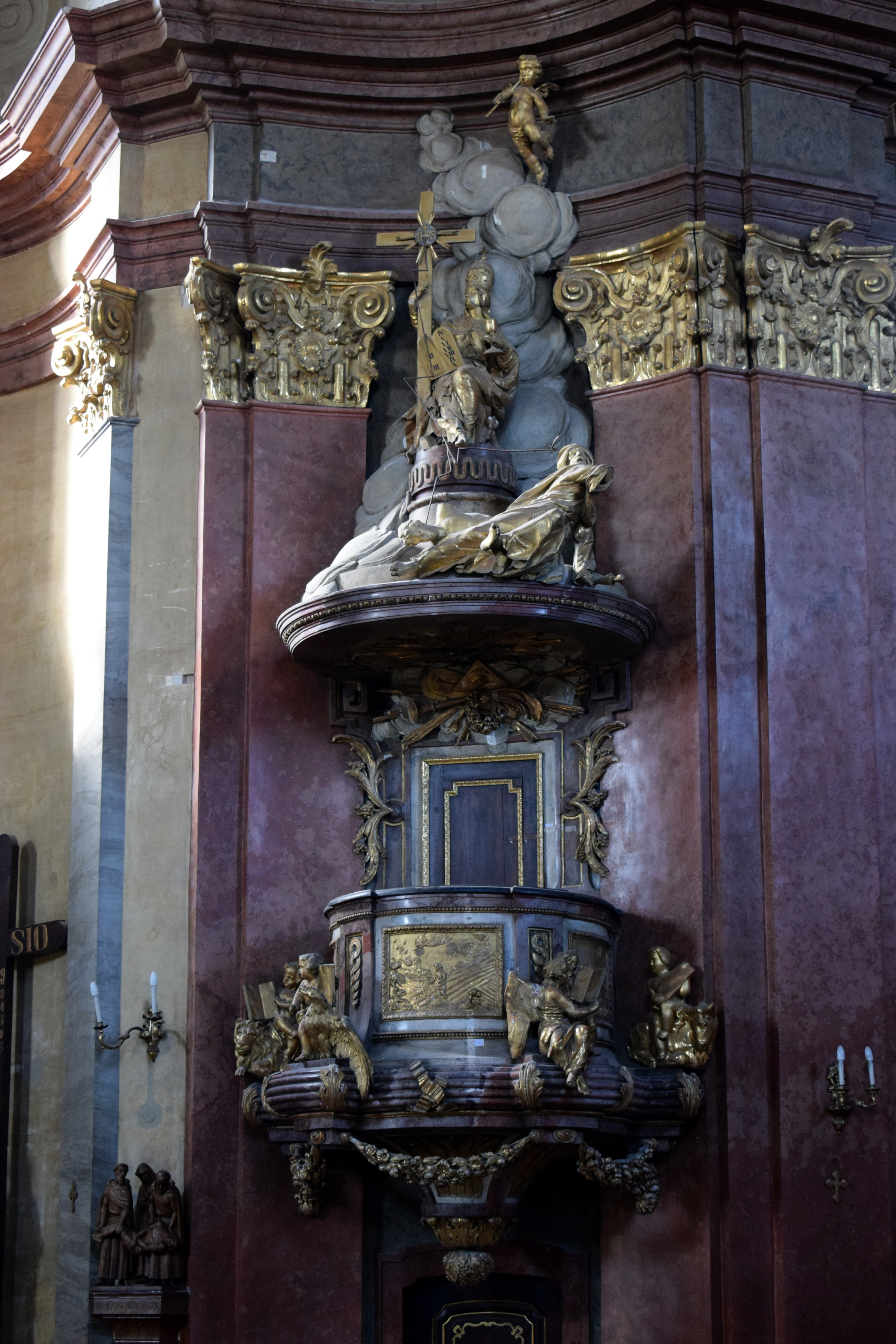
A szószék

## Külső hivatkozások
- A székesegyház belülről 360°-os gömbpanorámán
- A székesegyház toronyóra-múzeuma 360°-os gömbpanorámán